# دیر عامص
دیر عامص (به عربی: دير عامص) یک منطقهٔ مسکونی در لبنان است که در شهرستان صور واقع شده‌است.